# Bernhard Lehner
Bernhard Lehner, född 9 januari 1930 i Herrngiersdorf, Bayern, död 24 januari 1944 i Regensburg, Bayern, var en tysk romersk-katolsk yngling. Han förklarades som vördnadsvärd av påve Benedikt XVI den 2 april 2011.

## Biografi
Bernhard Lehner var son till en snickare. Han fick sitt dopnamn efter helgonet Bernhard av Clairvaux. Vid unga år bestämde han sig för att bli präst och inledde studier vid det lägre seminariet. Vid 13 års ålder drabbades han av difteri och avled i januari 1944.

### Webbkällor
- ”Venerabile Bernardo Lehner, seminarista” (på italienska). Santi e Beati. Arkiverad från originalet den 13 januari 2021. https://archive.md/ifKN4. Läst 13 januari 2021.